# La Balme-d'Épy
La Balme-d'Épy è un comune francese di 50 abitanti situato nel dipartimento del Giura nella regione della Borgogna-Franca Contea.

## Società

### Evoluzione demografica
Abitanti censiti